# Eriesthis drakensbergensis
Eriesthis drakensbergensis är en skalbaggsart som beskrevs av Dombrow 1997. Eriesthis drakensbergensis ingår i släktet Eriesthis och familjen Melolonthidae. Inga underarter finns listade i Catalogue of Life.